# VIII Giochi olimpici invernali
Gli VIII Giochi olimpici invernali (in inglese: VIII Olympic Winter Games), noti anche come Squaw Valley '60, si sono svolti negli Stati Uniti d'America a Olympic Valley (al tempo chiamata Squaw Valley), dal 18 al 28 febbraio 1960.

## Assegnazione
Squaw Valley, ora chiamata Palisades Tahoe, era una stazione sciistica in difficoltà con strutture minime, che rese una sorpresa la sua scelta per ospitare le Olimpiadi invernali del 1960. Wayne Poulsen e Alexander Cushing furono ispirati a candidarsi per le Olimpiadi da un articolo di giornale in cui si menzionava che Reno, Nevada, e Anchorage, Alaska, avevano espresso interesse per i Giochi. Poulsen, presidente della Squaw Valley Development Company, ha presentato una petizione al governatore della California Goodwin Knight affinché sostenesse un'offerta per ospitare i Giochi Olimpici.
| Paese                  | Stato       | Round 1 | Round 2 |
| Squaw Valley           | Stati Uniti | 30      | 32      |
| Innsbruck              | Austria     | 24      | 30      |
| Garmisch-Partenkirchen | Germania    | 5       | —       |
| St. Moritz             | Svizzera    | 3       | —       |

## I Giochi

### Discipline
Agli VIII Giochi olimpici invernali si disputarono 27 eventi relativi a 8 discipline (raggruppate in 4 sport):
| Sport                     | Disciplina              | Maschile | Femminile | Misti | Totali |
| ------------------------- | ----------------------- | -------- | --------- | ----- | ------ |
| Biathlon                  | Biathlon                | 1        |           |       | 1      |
| Hockey su ghiaccio        | Hockey su ghiaccio      | 1        |           |       | 1      |
| Pattinaggio su ghiaccio   | Pattinaggio di figura   | 1        | 1         | 1     | 3      |
| Pattinaggio su ghiaccio   | Pattinaggio di velocità | 4        | 4         |       | 8      |
| Sci (incluso sci nordico) | Sci alpino              | 3        | 3         |       | 6      |
| Sci (incluso sci nordico) | Combinata nordica       | 1        |           |       | 1      |
| Sci (incluso sci nordico) | Salto con gli sci       | 1        |           |       | 1      |
| Sci (incluso sci nordico) | Sci di fondo            | 4        | 2         |       | 6      |
| Totale                    | Totale                  | 16       | 10        | 1     | 27     |

### Calendario degli eventi
| ● | Cerimonia di apertura | ● | Competizioni | ● | Numero Finali | ● | Cerimonia di chiusura |

| Sport                   | Febbraio 1960 | Febbraio 1960 | Febbraio 1960 | Febbraio 1960 | Febbraio 1960 | Febbraio 1960 | Febbraio 1960 | Febbraio 1960 | Febbraio 1960 | Febbraio 1960 | Febbraio 1960 | Finali |
| Sport                   | 18            | 19            | 20            | 21            | 22            | 23            | 24            | 25            | 26            | 27            | 28            | Finali |
| ----------------------- | ------------- | ------------- | ------------- | ------------- | ------------- | ------------- | ------------- | ------------- | ------------- | ------------- | ------------- | ------ |
| Cerimonia d'apertura    | ●             |               |               |               |               |               |               |               |               |               |               |        |
| Biathlon                |               |               |               | 1             |               |               |               |               |               |               |               | 1      |
| Combinata nordica       |               |               |               | ●             | 1             |               |               |               |               |               |               | 1      |
| Hockey su ghiaccio      |               | ●             | ●             | ●             | ●             | ●             | ●             | ●             | ●             | ●             | 1             | 1      |
| Pattinaggio di figura   |               | 1             |               | ●             | ●             | 1             | ●             | ●             | 1             |               |               | 3      |
| Pattinaggio di velocità |               |               | 1             | 1             | 1             | 1             | 1             | 1             | 1             | 1             |               | 8      |
| Salto con gli sci       |               |               |               |               |               |               |               |               |               |               | 1             | 1      |
| Sci alpino              |               |               | 1             | 1             | 1             | 1             | 1             |               | 1             |               |               | 6      |
| Sci di fondo            |               | 1             | 1             |               |               | 1             |               | 1             | 1             | 1             |               | 6      |
| Cerimonia di chiusura   |               |               |               |               |               |               |               |               |               |               | ●             |        |
| Finali                  | -             | 2             | 3             | 3             | 3             | 4             | 2             | 2             | 4             | 2             | 2             | 27     |

## Risultati

### Medagliere
| Posizione | Paese                     |    |    |    | Totale |
| --------- | ------------------------- | -- | -- | -- | ------ |
| 1         | Unione Sovietica          | 7  | 5  | 9  | 21     |
| 2         | Squadra Unificata Tedesca | 4  | 3  | 1  | 8      |
| 3         | Stati Uniti               | 3  | 4  | 3  | 10     |
| 4         | Norvegia                  | 3  | 3  | 0  | 6      |
| 5         | Svezia                    | 3  | 2  | 2  | 7      |
| 6         | Finlandia                 | 2  | 3  | 3  | 8      |
| 7         | Canada                    | 2  | 1  | 1  | 4      |
| 8         | Svizzera                  | 2  | 0  | 0  | 2      |
| 9         | Austria                   | 1  | 2  | 3  | 6      |
| 10        | Francia                   | 1  | 0  | 2  | 3      |
| 11        | Paesi Bassi               | 0  | 1  | 1  | 2      |
| 11        | Polonia                   | 0  | 1  | 1  | 2      |
| 13        | Cecoslovacchia            | 0  | 1  | 0  | 1      |
| 14        | Italia                    | 0  | 0  | 1  | 1      |
| Totale    | Totale                    | 28 | 26 | 27 | 81     |

### Protagonisti
- Evgenij Grišin (URSS, pattinaggio): si riconferma campione olimpico nei 500 m e 1500 m di pattinaggio velocità, dove aveva già vinto l'oro ai Giochi di Cortina 1956.
- Helmut Recknagel (Germania, salto con gli sci): è il primo campione olimpico del salto con gli sci a non provenire dai paesi nordici, interrompendo così il dominio storico norvegese e finlandese.